# Бйорн Гелотте
Бйорн Гелотте (швед. Björn Gelotte; нар. 27 серпня 1975) — гітарист шведського мелодік дез-метал гурту In Flames.
|  | Це незавершена стаття про музиканта або музикантку. Ви можете допомогти проєкту, виправивши або дописавши її. |